# Chiesa della Madonna del Rosario (Martis)
La chiesa della Madonna del Rosario è un edificio religioso situato a Martis, centro abitato della Sardegna settentrionale. Consacrata al culto cattolico, è sede della parrocchia San Pantaleo, diocesi di Tempio-Ampurias.
La chiesa, edificata in forme tardogotiche durante il XVII secolo, era l'antica parrocchiale dal paese. L'edificio è mononavata e coperta con volta a botte; conserva al proprio interno un grande retablo settecentesco in legno intagliato. Dello stesso periodo sono presenti anche alcune statue lignee e una tela di autore ignoto raffigurante la nativita di Maria.

## Galleria d'immagini

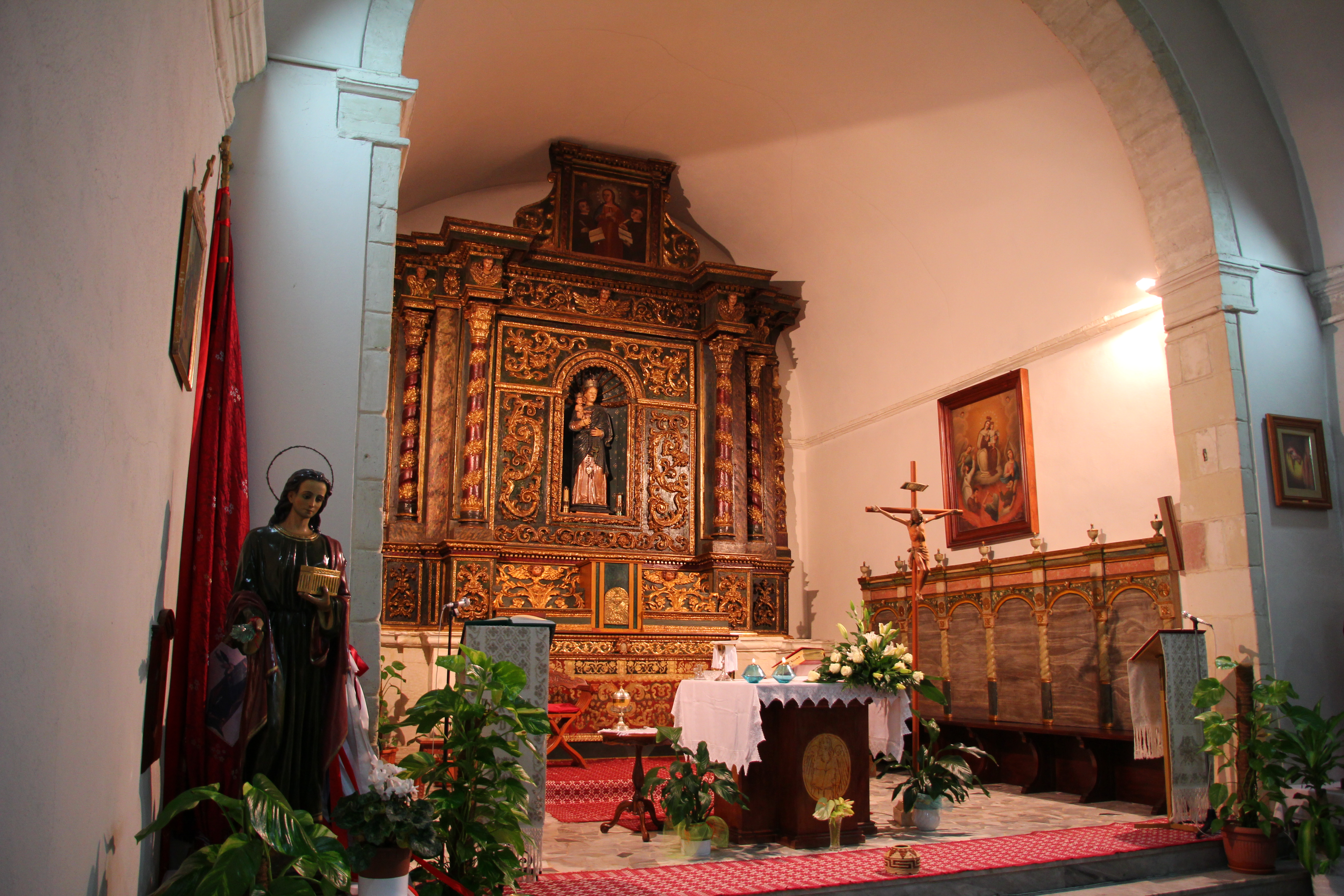
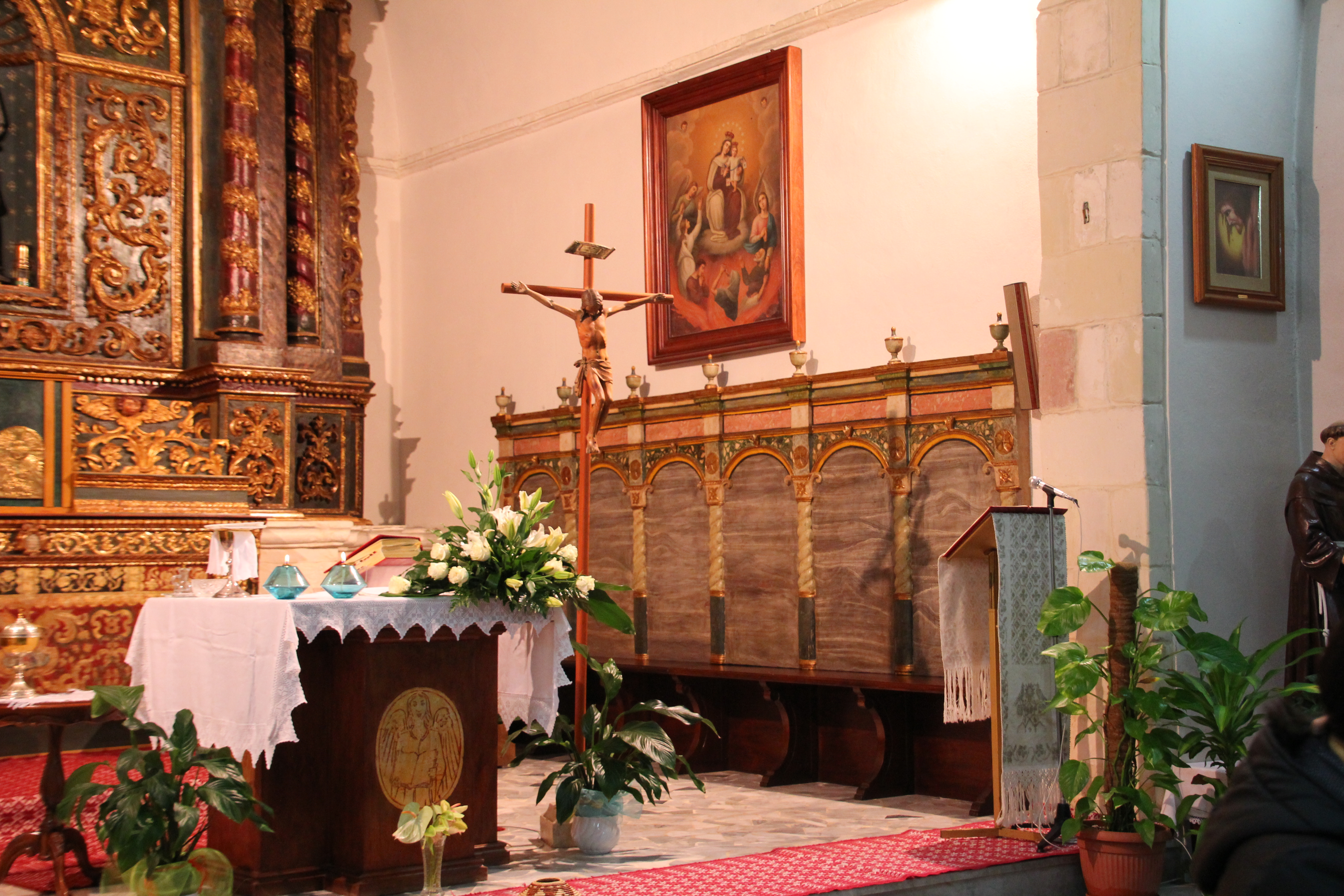
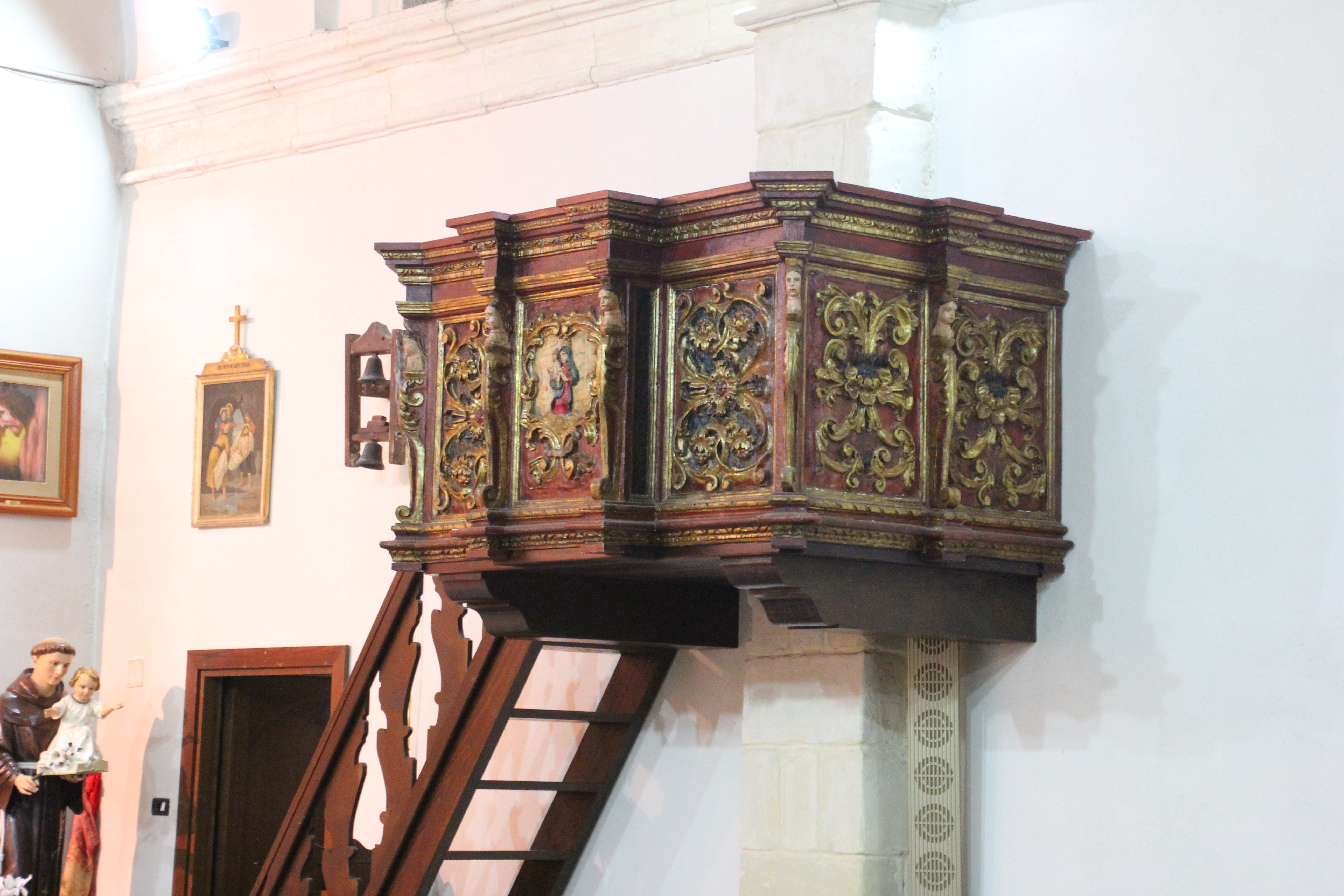